# بيل جيبسون
بيل جيبسون (بالإنجليزية: Bill Gibson)‏ هو مدرب كرة سلة أمريكي، ولد في 1928، وتوفي في 23 يوليو 1975.